# Прибутковий будинок на Малій Житомирській 12а
Будинок прибутковий, в якому проживав Б.М. Бабій — історичний будинок у центрі міста Києва, за адресою: вул. Мала Житомирська 12а.

## Історія
У 1912-1913 роках купець 2 гільдії А.Г. Пальчевський придбав дві ділянки поруч. Одна виходила на Малу Житомирську, а друга — на Михайлівську. Фасадний будинок і П-подібний флігель споруджені як прибуткове житло, імовірно, в 1913-1914 роках. Архітектор невідомий, а креслення в архівах не знайдені.
У будинку проживав домовласник. Тут була розміщена його контора. Тут містилося архітектурне бюро з креслярнею «Товариство техніків», шпалерна майстерня, курси крою та пошиття, майстерня з ремонту рушниць.
Після націоналізації будинки здавали під комунальні квартири. У 1970-1980 роках олійними фарбами зафарбували живописні панно з боків від входу.
Протягом 1996-2015 років садибу передали для реконструкції інвестору, а в листопаді 2016 розпочалися реставраційні роботи. На початку 2018 року всі роботи було заморожено. Нині він у власності міста й чакає на реставрацію.
В 2007 році флігель (№12б) згорів. Споруда знаходиться в аварійному стані, оскільки перекриття та дах повністю згоріли.

## Опис
П`ятиповерховий будинок з підвалом, що є цінним прикладом стилістики модерну в місті Києві. В декорі використане рустування, рослинні орнаменти характерні для модерну. Має форму паралелограма з невеликим тильним ризалітом. Композиція симетрично-осьова з акцентом на вертикальне членування. Бічні частини виділені гранчастими еркерами, центральна балконами пластичної форми.
Має барельєфи в центрі фасаду з трьома групами людських фігур: жінка і діти з книгами, чоловік з шестернею та ковадлом, дівчина зі снопом. Можливо це алюзії до античних богів: Афіну, Гефеста та Деметру. На фасаді такоє є сцена полювання та шість орлів на лізені другого поверху. Декор поступово руйнуються: частина орлів вже не має голів.
На поверхах розміщувалися дві багатокімнатні квартири. На вулицю виходили вікна парадних приміщень, у двір — спальні, кухня, господарські кімнати.
Садиба мала рідкісний для київської архітектури елемент: металеві перехідні містки-трапи, що з'єднували запасні виходи кухонь у фасадному будинку з чорними сходами флігеля. Вони були демонтовані у 1986 році.

## Відомі жителі
У 1948–65 р. у квартирі № 11 будинку проживав Бабій Борис Мусійович.

## Галерея

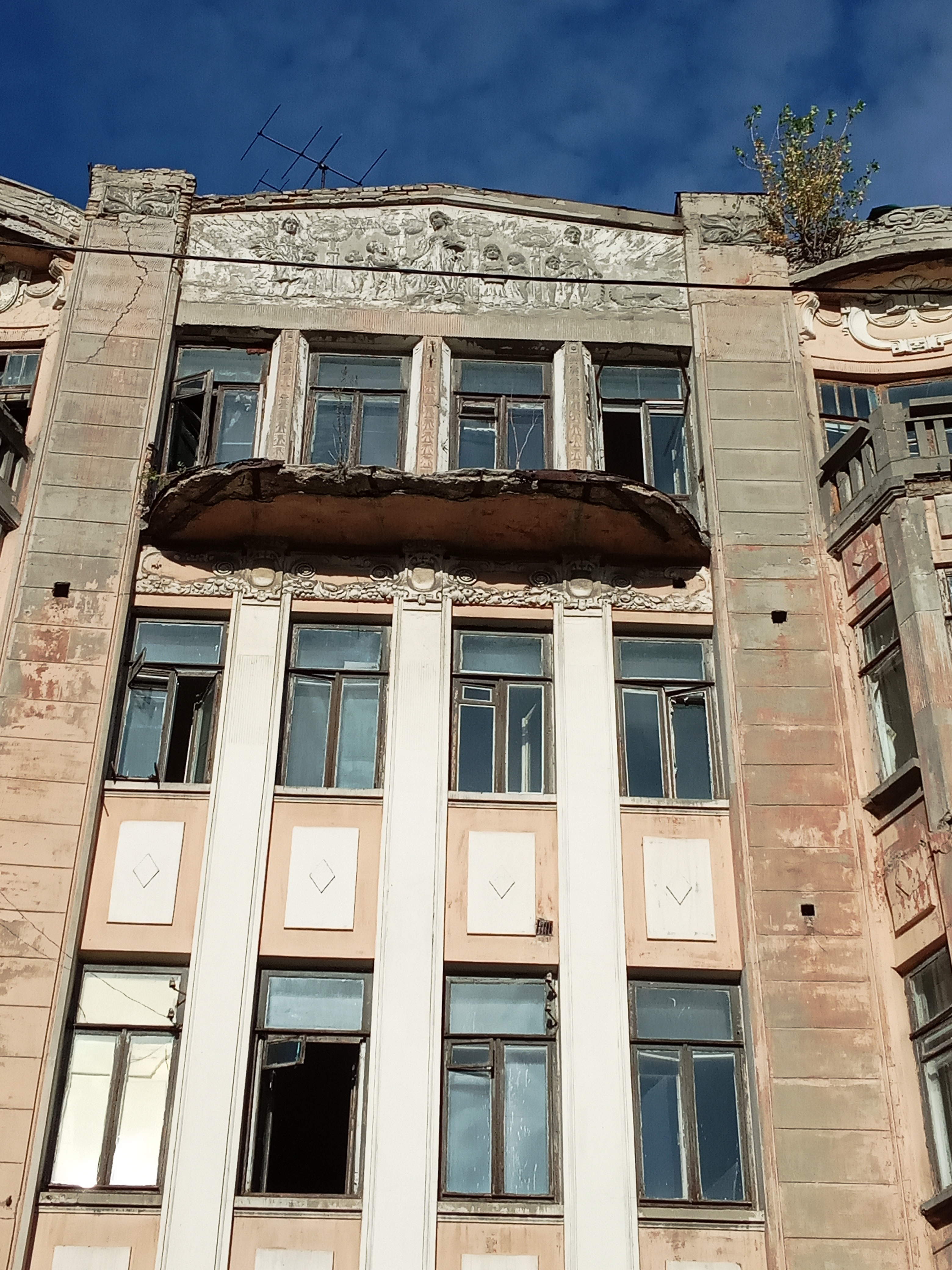
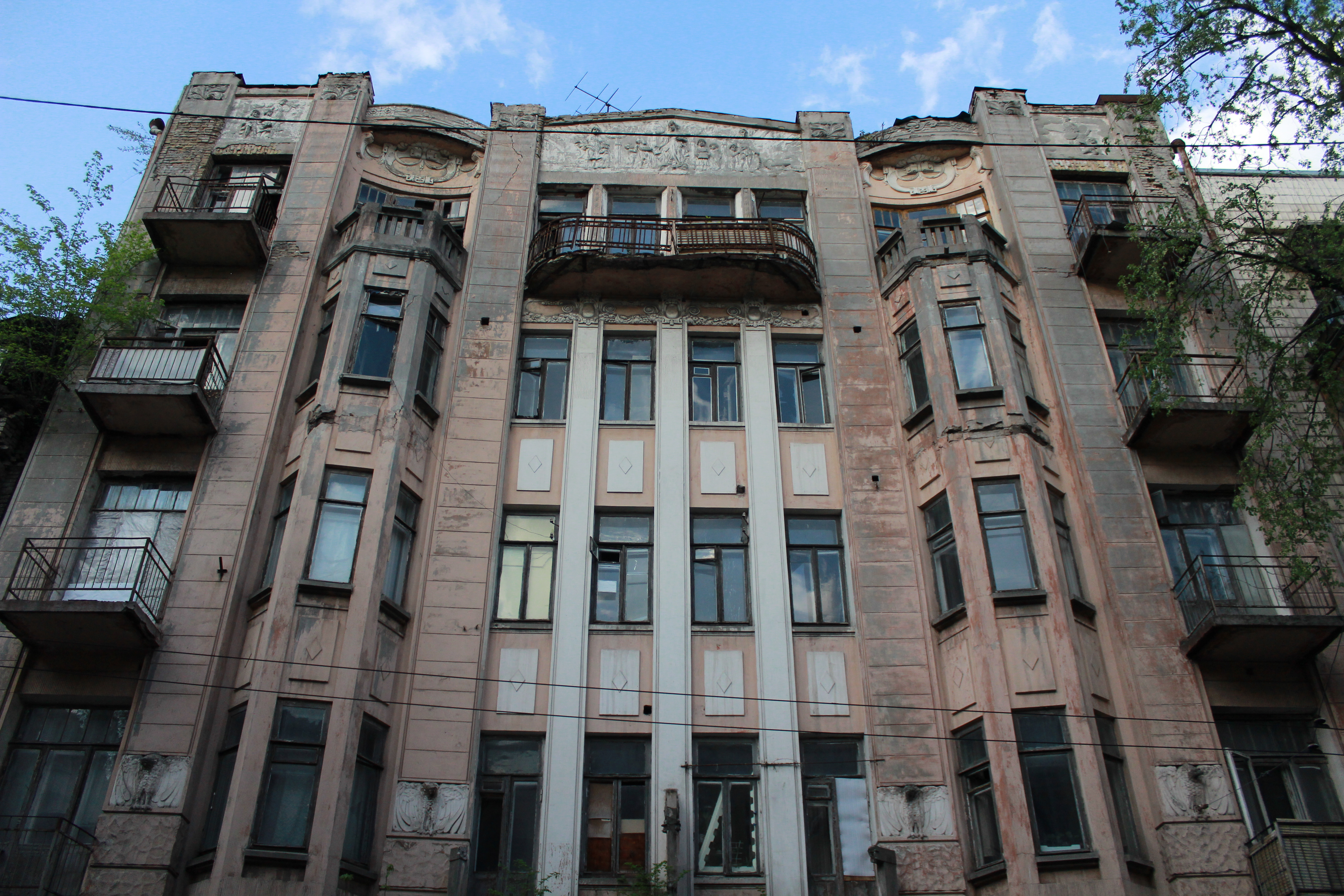
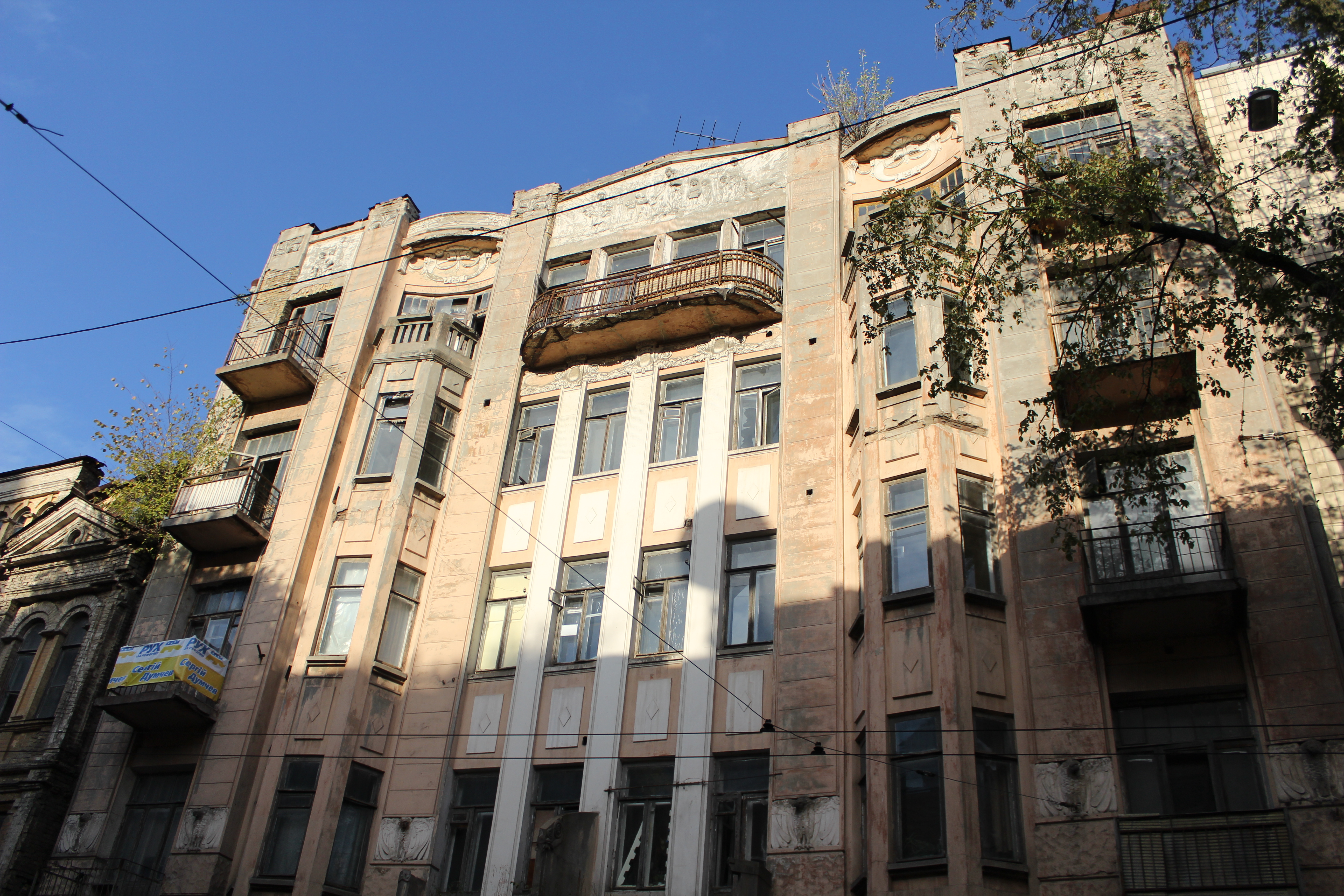
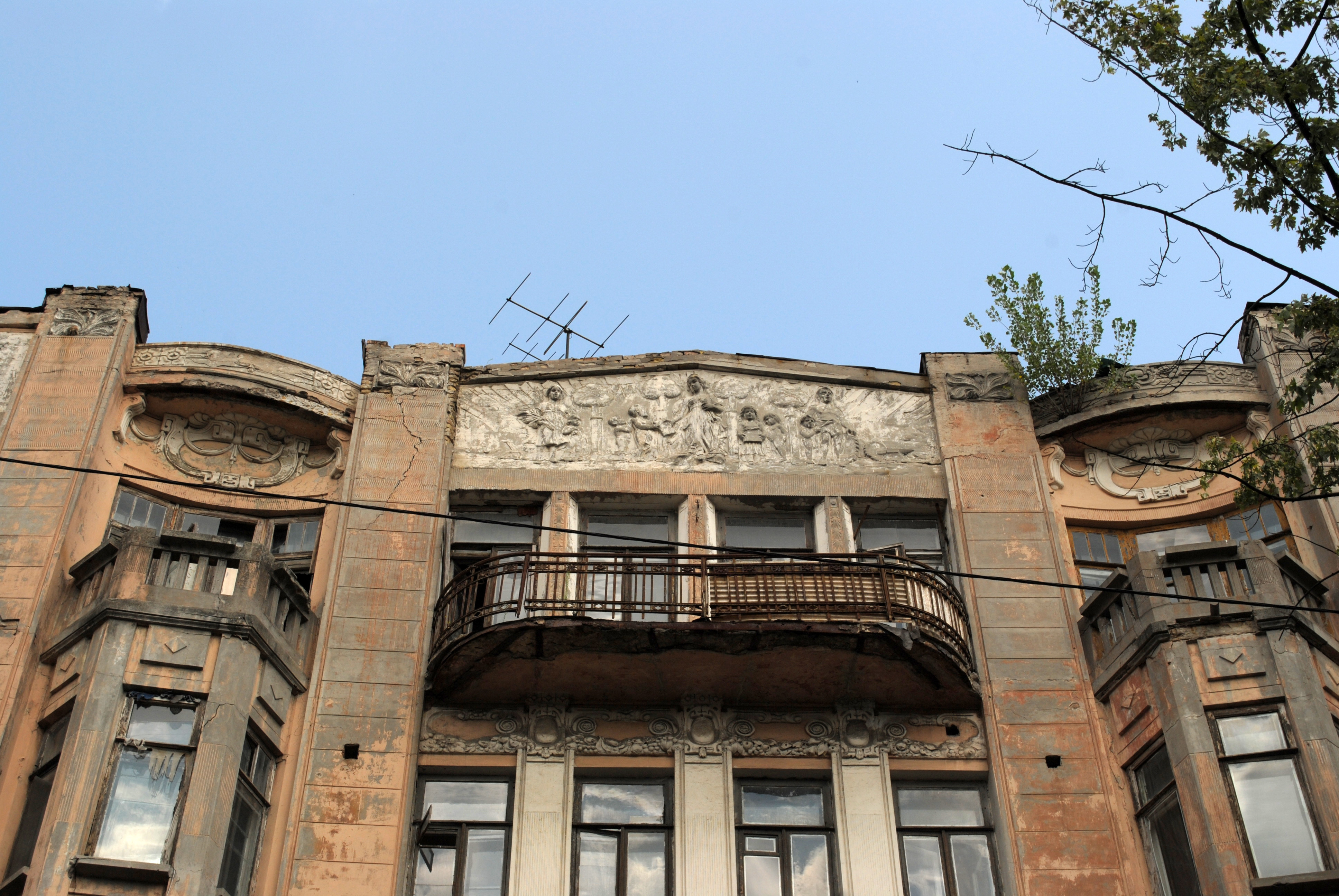
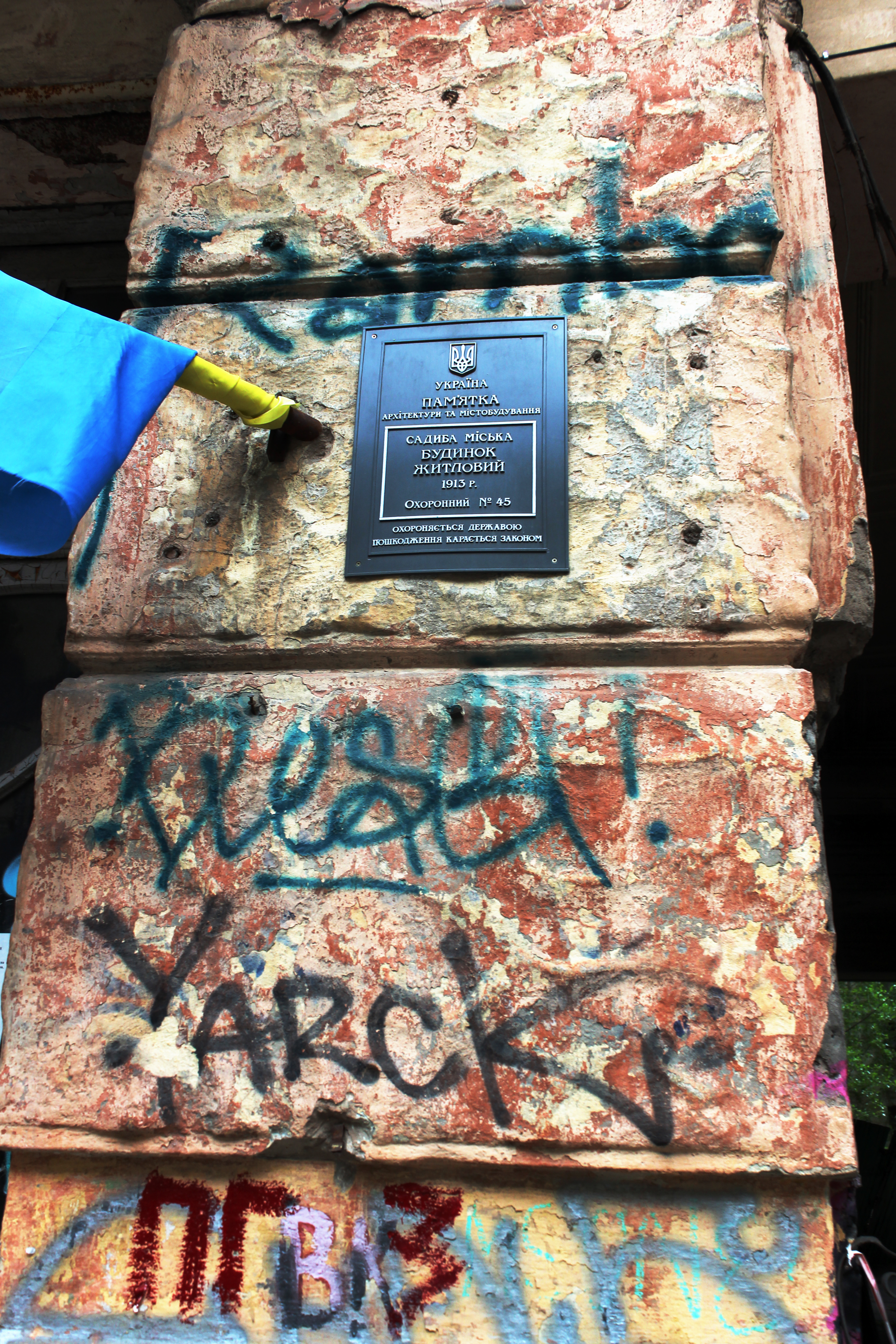